# Тахаш
Тахаш — (івр. תחש) представник так званої Біблійної фауни, точна ідентифікація якого не видається можливою.

## УБіблії
Єз. 16:10
І зодягнув тебе різнокольоровим, взув тебе в тахаш, і сповив тебе в віссон, і покрив тебе шовком.
4 М. 4:25
вони будуть носити покривала скинії, і скинію заповіту, покриття її й покриття тахашеве, що на ній згори, і завісу входу скинії заповіту,
4 М. 4:14
і покладуть на нього ввесь посуд його, що ним служать на ньому: лопатки на вугіль, видельця, і шуфлі, і кропильниці, ввесь посуд жертівника; і розкладуть на ньому шкуряне тахашеве покриття, і вкладуть держаки його.
4 М. 4:12
І візьмуть увесь посуд служення, що ним служать у святині, і дадуть до блакитної шати, і покриють їх шкуряним тахашевим покриттям, і покладуть на держаки.
4 М. 4:11
А на золотий жертівник розкладуть блакитну шату, і покриють його шкуряним тахашевим покриттям, і вкладуть його держаки.
4 М. 4:10
і покриють його і ввесь посуд його шкуряним тахашевим покриттям, і покладуть на держаки.
4 М. 4:8
І розкладуть на них шату з червені, і покриють її шкуряним тахашевим покриттям, і накладуть держаки його.
4 М. 4:6
І дадуть на нього шкуряне тахашеве накриття, і розкладуть згори покривало, усе з блакиті, і накладуть держаки його.
2 М. 39:34
і накриття з баранячих начервоно пофарбованих шкурок, і накриття з тахашевих шкурок, і завісу заслони,
2 М. 36:19
І зробив він накриття для скинії, баранячі начервоно пофарбовані шкурки, і накриття зверху з тахашевих шкурок.
2 М. 35:23
І кожна людина принесла, що хто мав: блакить, і пурпур, і червень, і віссон, і вовна козяча, і баранячі начервоно пофарбовані шкурки, і шкурки тахашеві.
2 М. 35:7
і начервоно пофарбовані баранячі шкурки, і шкурки тахашеві, і акаційні дерева,
2 М. 26:14
І зробиш накриття для скинії, баранячі начервоно пофарбовані шкурки, і накриття зверху з тахашевих шкурок.
2 М. 25:5
і шкурки баранячі, начервоно пофарбовані, і шкурки тахашеві, і дерево акацій,
1 М. 22:24
А наложниця його а їй на ймення Реума вродила й вона Теваха й Ґахама, і Тахаша й Мааху.

## Згадка вТорі
Шкури Тахаша згадуються в книзі Шмот при перерахуванні предметів, які євреям в пустелі пропонувалося пожертвувати на будівництво скинії. З цих шкур був зібраний верхній полог скинії.

### КоментарРаші
Раші, коментуючи цей параграф Тори, пише:
 Тахаша  — це тварина, що існувало лише в ті часи. Шкура  Тахаша  була різнобарвною, тому Онкелос переводить це слово як  сасгона  (івр. ססגונא) — ніби він радіє ( сас  — івр. שש) і радіє через свою різнобарвною забарвлення ( гаван  — івр. גון).

## Згадка в Талмуді
Тахаша згадується в Вавилонському Талмуді в трактаті Шабат в дісскуссіі мудреців на тему про можливість використання ритуально нечистого тварини для виготовлення освячених предметів. У зв'язку з цим розглядається питання, чи є Тахаша ритуально чистою твариною.

## Зовнішній вигляд
У талмудичних літературі не наводиться повний опис Тахаша, відомо лише його кілька окремих характеристик:
- Шкіра Тахаша має багато відтінків і покрита плямами.
- У Тахаша є один ріг в центрі голови

## Ареал
Дані наведені в джерелах не дозволяють визначити з точністю природний ареал Тахаша. Наведений у талмуді Мідраш стверджує, що ці тварини зустрілися Мойсеєві всього один раз. Взявши за основу це твердження, можна виключити з можливого ареалу Тахаша Єгипет, Аравійський півострів, Синайську пустелю і Трансйорданію — місця добре знайомі Мойсеєві. Відсутність додаткових згадок про цих істот дозволяє виключити з їх можливого ареалу Землю Ізраїлю і території перської імперії Ахеменідів.

## Спроби ідентифікації
Спроби ідентифікації Тахаша з одним з існуючих представників фауни робилися як мудрецями талмуду, так і сучасними вченими.[джерело?]

## А чи був Тахаша?
З деяких талмудичних джерел випливає, що слово «Тахаша» не є назвою тварини, а є назвою кольору шкіри або способу її обробки. Можливо також, що «Тахаша» це назва мінералу з якого виготовлявся пігмент використовувався для фарбування шкір.